# Shōkoku-ji (Zama)

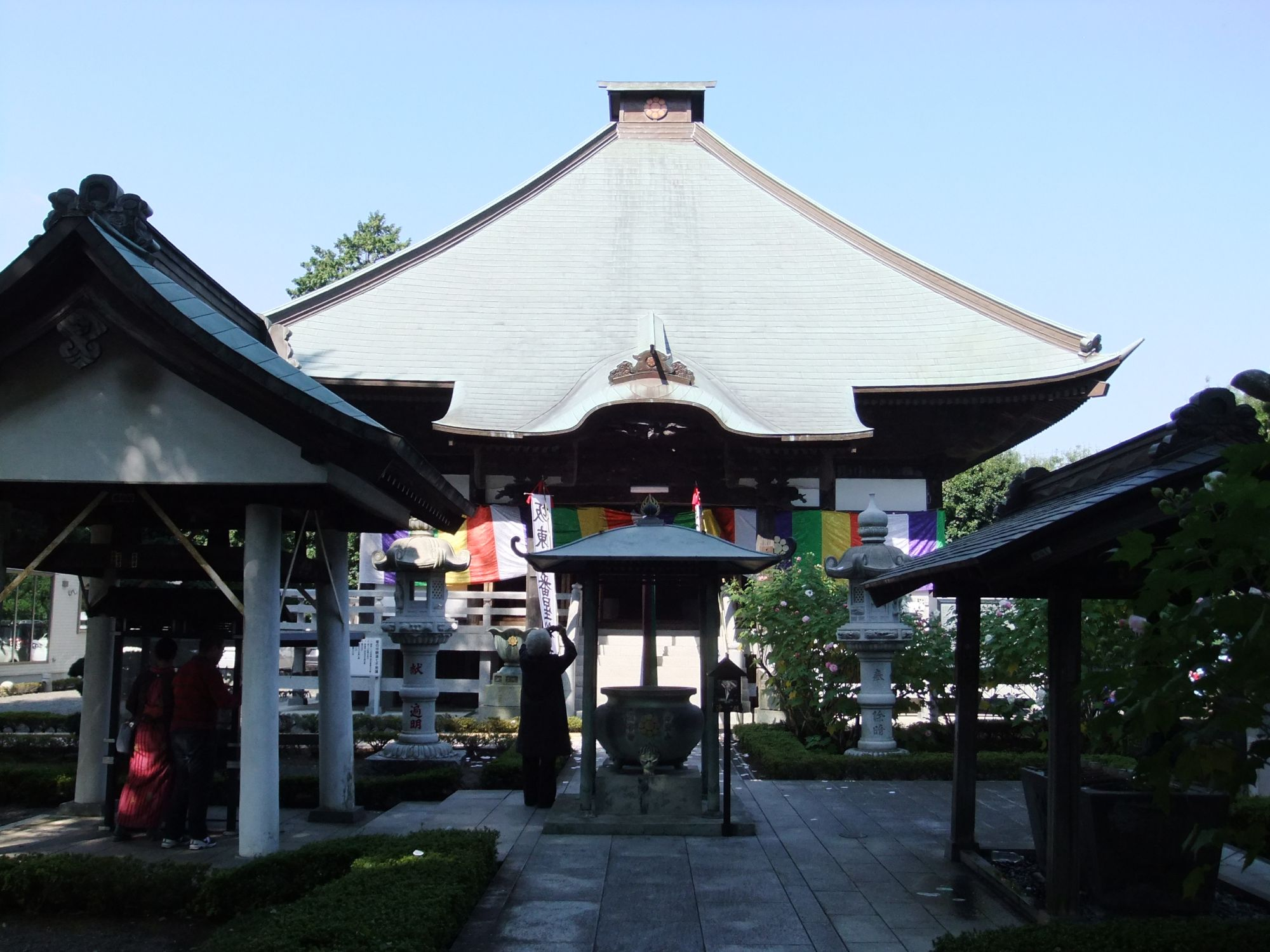
Haupthalle

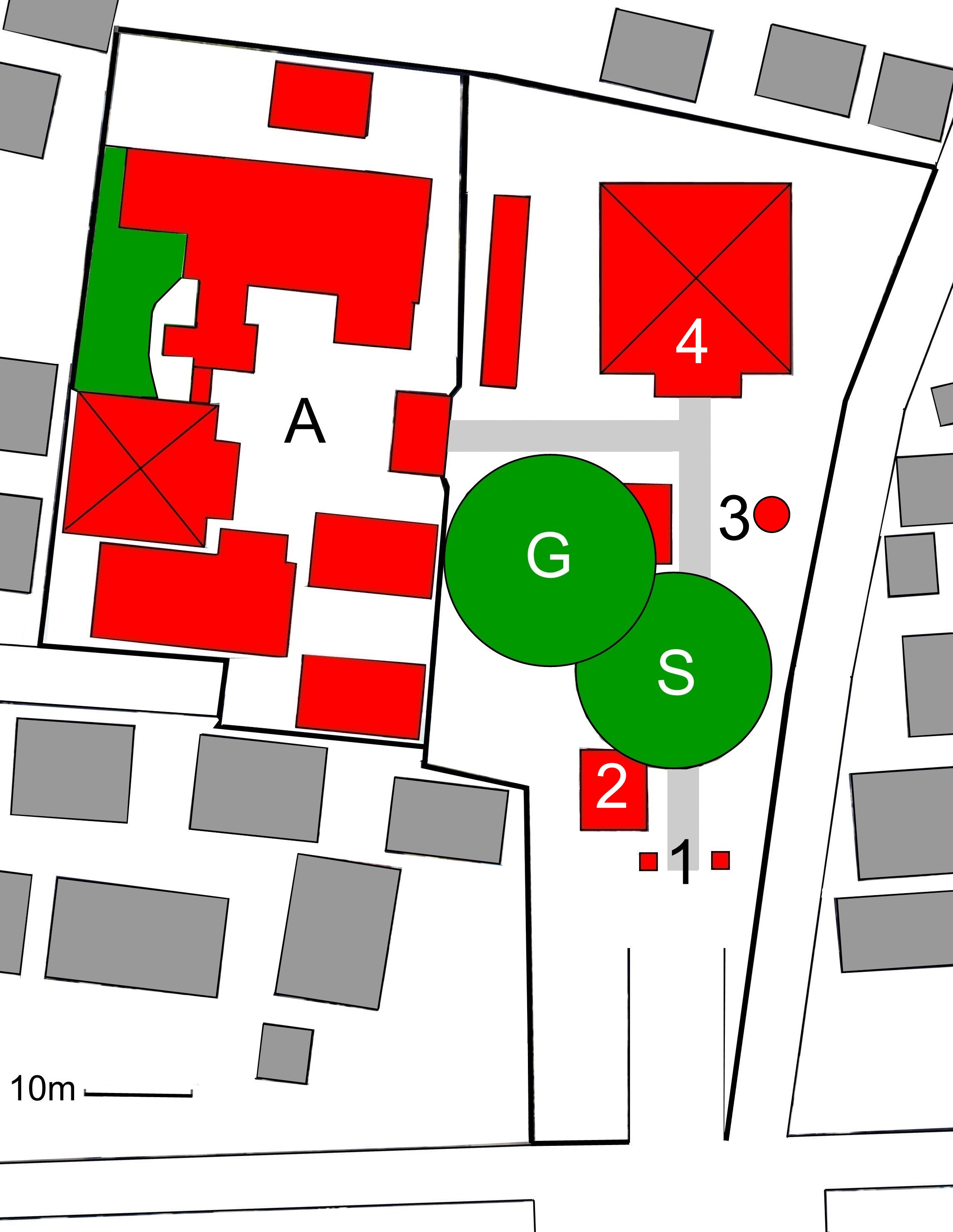
Plan des Tempels
(s. Text)

Der Shōkoku-ji (japanisch 星谷寺), mit dem Bergnamen Myōhō-san (妙法山) und dem Untertempelnamen Jihō-in (持宝院) ist ein Tempel des Daikaku-Zweigs (大覚寺派 Daikaku-ha) der Shingon-Richtung des Buddhismus in Zama (Präfektur Kanagawa), Japan. Der Tempel wird auch einfach Hoshi no Tani Kannon (星の谷観音 ‚Kannon[-Tempel] des Tals der Sterne‘) genannt. In der traditionellen Zählung ist er der 8. der 33 Tempel der Kantō-Region.

## Geschichte
Priester Gyōgi soll in während der Tempyō-Ära (729–749) den Tempel begründet haben. Der Tempel lag früher etwa 400 m weiter nordöstlich, aber nachdem er dort völlig abgebrannt war, wurde er 1749 an den jetzigen Ort verlegt.

## Die Anlage
Man betritt die Tempelanlage von Süden und gelangt zu den beiden Tempelwächtern (仁王尊 Niō-son; 1 im Plan) rechts und links vom Weg. Gleich links steht der moderne, weißgestrichene Glockenturm (鐘楼 Shōrō; 2). Er beherbergt eine Glocke (梵鐘 Bonshō), die der Inschrift nach aus dem Jahr 1227 stammt. Auf ihr findet sich der Name Ōdanna Minamoto Ason no Nobutsuna (大檀那 源 朝臣信綱). Jener Nobutsuna verlor 1159 seinen Samurai-Status, er war ein Enkel des Sasaki Hideyoshi (佐々木 秀儀), der 20 Jahre beim Grundbesitzer von Shibuya, Shibuya Shigekuni (渋谷 重国) beschäftigt war. Die Glocke ist ein bedeutendes Beispiel des Stils der Heian-Zeit, weist im Stil aber auch schon auf die kommende Kamakura-Zeit hin. Sie weist keine „Noppen“ (撞座 tsugiki) auf, was sehr ungewöhnlich ist. Gießer der Glocke war Minamoto no Yoshikuni (源 吉国), es ist die älteste Glocke der Präfektur. Die Glocke ist als Wichtiges Kulturgut Japans eingetragen.
Auf dem Wege zur Haupthalle passiert man auf der linken Seite eine mächtige Steineibe (S) und dahinter einen ebenso mächtigen Ginkgo-Baum (G). Auf der rechten Seite des Geländes steht eine als Hōkyōintō (宝篋印塔) ausgeführte Steinpagode (3).
Die Haupthalle (本堂 Hondō; 4) besitzt ein Pyramidendach.
Im Westen schließt sich der weiträumige Abt- und Mönchsbereich (A) an.